# Julius Adler (Biochemiker)
Julius Adler (* 30. April 1930 in Edelfingen; † 2. April 2024 in Madison, Wisconsin) war ein deutschamerikanischer Biochemiker.

## Leben
Adler kam mit acht Jahren in die USA, wo seine Familie in Grand Forks, North Dakota Verwandte besaß. 1943 wurde er US-Staatsbürger. Er studierte Biochemie an der Harvard University (Bachelor 1952) und an der University of Wisconsin–Madison mit dem Master-Abschluss 1954 und der Promotion in Biochemie bei Henry A. Lardy 1957. Als Post-Doktorand war er 1957 bis 1959 bei Arthur Kornberg an der Washington University School of Medicine und 1959/60 bei A. Dale Kaiser an der Stanford University School of Medicine. 1960 wurde er Assistant Professor an der University of Wisconsin-Madison, 1963 Associate Professor und 1966 Professor. Ab 1972 war er dort Edwin Bret Hart Professor, und 1982 bis 1995 war er dort Steenbock Professor of Microbiological Sciences. Seit 1997 ist er dort Professor Emeritus.
Adler untersuchte die Chemotaxis von Bakterien, die er am Modell von E. coli studierte. Er entdeckte eine Klasse von Proteinen, die dabei eine Rolle spielen: die MCP (Methyl accepting Chemotaxis Protein). Je nach Konzentration der die Bakterien anziehenden oder abstoßenden Substanzen ändert sich der Methylisierungsgrad der MCP. Die MCP regulieren die Chemotaxis über die Steuerung der Flagellaten (Konzentrationsabhängige Verteilung des Orientierungssinns der Rotation). Später studierte er die Reaktionsmechanismen der Drosophila-Fliege auf anziehende oder abstoßende chemische Substanzen.
Er war Mitglied der National Academy of Sciences (1978), der American Philosophical Society (1989), der American Academy of Arts and Sciences (1976) und der American Association for the Advancement of Science (1991). 1986 erhielt er die Otto-Warburg-Medaille, 1996 den William C. Rose Award der American Society of Biochemistry and Molecular Biology, 1980 den Selman A. Waksman Microbiology Award der National Academy of Sciences und 1988 den K. H. Wright Award der Simon Fraser University. Er war Ehrendoktor der Universitäten Tübingen (1987) und Regensburg (1995).
Seit 1963 war er mit Hildegard Wohl verheiratet und hatte zwei Kinder.